# Mussa Kunduchow
Mussa Azamatowicz Kunduchow (ros. Мусса Азаматович Кундухов, ur. 1890 w miejscowości Staraja Saniba w obwodzie terskim, zm. 3 sierpnia 1931 we wsi Cacan-Jurt w Czeczeńskim Obwodzie Autonomicznym) – radziecki działacz partyjny.

## Życiorys
Skończył szkołę realną we Władykaukazie, później uczył się w Konstantinowskim Instytucie Męskim w Moskwie, z którego został wydalony, w 1919 został członkiem RKP(b), w wojnie domowej był dowódcą oddziałów czerwonej partyzantki, następnie wojskowym komisarzem okręgu andijskiego. W grudniu 1921 został ludowym komisarzem aprowizacji Dagestańskiej ASRR, od lutego 1924 był sekretarzem odpowiedzialnym Dagestańskiego Komitetu Obwodowego RKP(b), 1925-1929 instruktorem Wydziału Agitacyjno-Propagandowego i sekretarzem Narodowej Komisji Partyjnej przy Północnokaukaskim Krajowym Komitecie RKP(b)/WKP(b), a od 1930 do śmierci kierownikiem Wydziału Kulturowo-Propagandowego Czeczeńskiego Komitetu Obwodowego WKP(b). W 1923 został odznaczony Orderem Czerwonego Sztandaru. Został zabity we wsi Cacan-Jurt.